# Sivas (stad)
Sivas (Grieks: Σεβάστεια, Sebasteia, Armeens: Սեբաստիա; Kurmanci: Sêwas), is een stad in Turkije en de hoofdstad van de gelijknamige provincie. De stad had in 2019 381.325 inwoners.
De stad ligt op een hoogte van 1.278 meter in het dal van de rivier de Kızılırmak. Hoewel de economie van de stad van oudsher gebaseerd is op landbouwindustrie, vormen vooral de handel van tapijten, bakstenen, cement, en katoen en wollen stoffen de pijlers van de hedendaagse economie van de stad. De omliggende regio is nog wel een graanproducerend gebied en zorgt voor een grote bron van inkomsten voor Sivas.
Daarnaast is Sivas ook belangrijk vanwege de noord-zuidelijke en oost-westelijke handelsroutes naar Irak en Iran. Vooral met de komst en de ontwikkeling van de spoorwegen kreeg de stad een nieuwe economische belang als knooppunt van belangrijke spoorlijnen tussen de steden Ankara, Kayseri, Samsun, en Erzurum.

## Geschiedenis

### Klassieke periode en de middeleeuwen
Het gebied werd voor het eerst bewoond tussen 7000 v.Chr. en 5000 v.Chr. Tussen 1600 v.Chr. en 884 v.Chr. woonden er Hettieten, van 800 v.Chr. tot 695 v.Chr. Frygiërs, van 700 v.Chr. tot 546 v.Chr. Lydiërs, van 550 v.Chr. tot 332 v.Chr. Perzen en vanaf 333 v.Chr. woonden er Macedoniërs. Tot de 4e eeuw v.Chr., hoorde het gebied tot aan het Armenië Minor - een provincie van het oude Armeense rijk. Rond 65 v.Chr. werd het Armenië Minor een vazalstaat van het Romeinse Rijk.
De stad wordt het eerst genoemd als Sebaste, afgeleid van het Griekse Σεβαστη; een vertaling van het Latijnse Augusta, genoemd naar de Romeinse keizer Augustus. Het was een oude stad van het koninkrijk Cilicië, die een rol speelde in de vroege geschiedenis van de christelijke Kerk. In de vierde eeuw woonden er de bisschop-heiligen Blasius en Peter van Sebaste, evenals Eustathius, een van de vroege vestigers van het monasticisme in Anatolië. Ook was het in de vierde eeuw de plaats van de Veertig martelaren van Sebaste. Van 395 tot 1075 was Sivas onderdeel van het Byzantijnse Rijk.
Sebaste was de geboorteplaats van Mechitar van Sebaste, de stichter van de Mechitaristische Orde. Er werden verschillende patriarchen geboren in de stad, onder wie Atticus van Constantinopel in de vijfde eeuw en Michael van Echmiatsin in de zestiende eeuw. De stad was ooit de hoofdstad van de Orthodoxe Kerk. In 1059 verschenen er de eerste Turkse stammen. Van 1142 tot 1171 was Sivas de hoofdstad van de dynastie van Danışmend. In 1175 werd Sebaste door de Seltsjoeken veroverd en in 1197 werd er de beroemde Ulu Cami (Ulu Moskee) gebouwd. In 1232 werd ook het gebied rond Sebaste getroffen door de Mongoolse inval en in 1399 kwam Timoer Lenk naar het gebied.

### Moderne tijd

#### Sivascongres
Van 4 tot 12 september 1919 werd hier het Sivascongres gehouden, waar onder leiding van Mustafa Kemal Atatürk de basis werd gelegd voor de huidige Turkse republiek. In 1920 was Sivas het toneel van de Koçgiri-opstand.

#### Aanslag op het Madimakhotel
Op vrijdag 2 juli 1993 had in het Madimakhotel in Sivas een alevitische culturele conferentie plaats, die door voornamelijk linkse alevitische intellectuelen en artiesten bijgewoond werd. Na het vrijdaggebed kwam een menigte fundamentalistische soennitische inwoners naar het hotel en stak het in brand. Zij waren woedend over de aanwezigheid van de bekende Turkse schrijver Aziz Nesin, die een persoonlijke ontmoeting had gehad met Salman Rushdie, de schrijver van De Duivelsverzen. De hotelgasten konden vanwege de mensenmenigte het hotel niet ontvluchten. Politie en brandweer grepen pas na acht uur in. Het Hof voor de Staatsveiligheid in Ankara stelde later vast dat de menigte de brandweer bij het blussen had gehinderd. Bij de brand kwamen 37 personen om het leven, voornamelijk alevieten. Aziz Nesin overleefde de brand. De gebeurtenis staat bekend als het bloedbad van Sivas. Aanvankelijk werden voor de moorden 33 mensen ter dood veroordeeld, maar omdat Turkije de doodstraf afschafte werden uiteindelijk 31 mensen veroordeeld tot levenslang.

## Verkeer en vervoer

### Autoverkeer
In Sivas komen meerdere nationale wegen bijeen, en vormt een belangrijk knooppunt voor autoverkeer. Een belangrijk weg welke door Sivas loopt is de D200 die van het westen vanuit Çanakkale via Ankara naar het oosten loopt. Deze weg liep eerst midden door de stad, maar is door de bouw van de Erzincan-Erzurum ringweg omgeleid naar een iets zuidelijker gelegen gebied van de stad.

### Luchtvaart

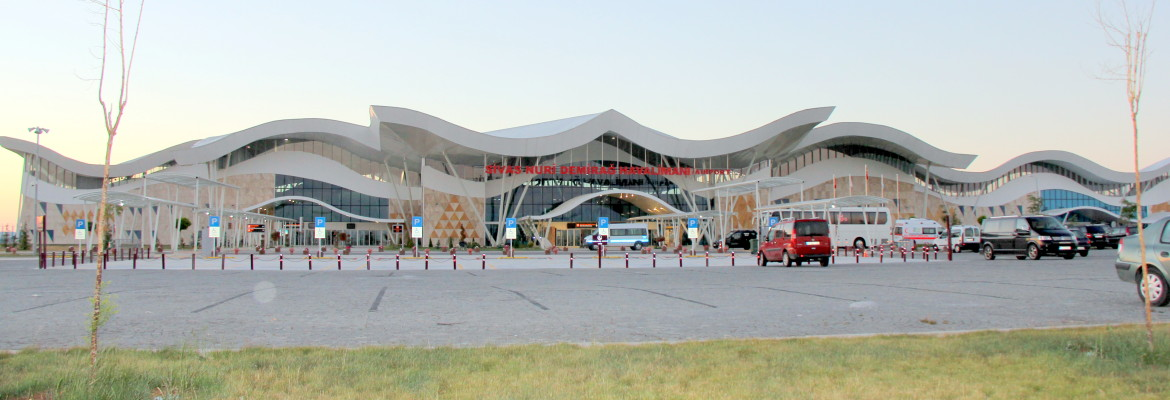
Luchthaven Sivas Nuri Demirağ

Ten noorden van Sivas, in de wijk Seyrantepe, ligt de luchthaven Sivas Nuri Demirağ. Deze luchthaven was oorspronkelijk in 1957 geopend als militaire luchtbasis, maar wordt sinds 1990 gebruikt voor het publiek. In 2011 is de luchthaven opgeknapt, waarbij de landingsbaan is verlengd en een nieuwe moderne terminal is gebouwd. Jaarlijks worden er ongeveer 254.321 passagiers vervoerd vanuit Sivas.

### Spoorwegen
Sivas vormt een van de zeer belangrijke knooppunten voor treinverkeer van Turkije. Het in 1930 in gebruik genomen station wordt doorkruist door meerdere bekende spoorlijnen. De Doğu Ekspresi van Istanboel naar Kars, de Güney Ekspresi van Istanboel naar Tatvan, de Mavi Tren van Malatya via Sivas en Kayseri naar Ankara en de Posta Treni richting Samsun, Diyarbakir en Malatya rijden dagelijks via Sivas.

## Bezienswaardigheden

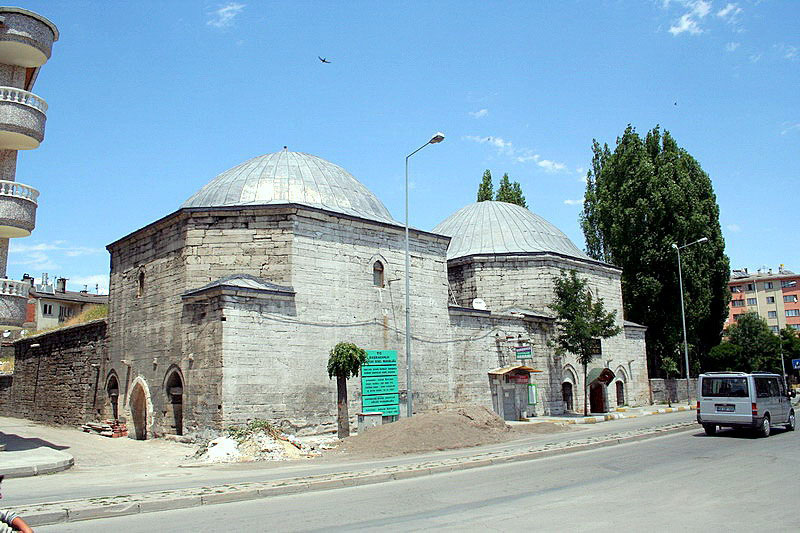
Een hamam in Sivas

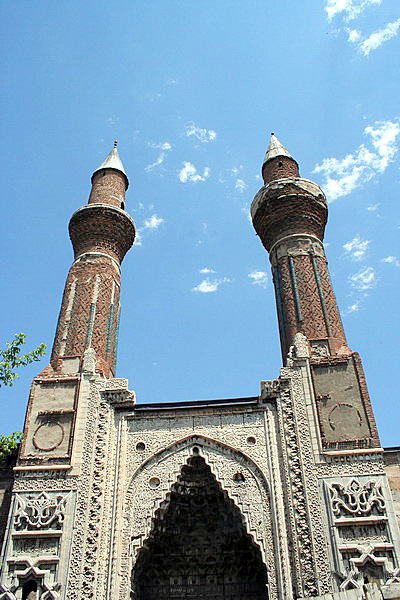
De Gökmedrese in Sivas

Sivas bevat vele voorbeelden van 13de-eeuwse Seltsjoekse architectuur. De Mavi Medresse uit 1271, de Şifaiye Medresesi uit 1218 en de Çifte Minare Medresesi uit 1271, met zijn ingewikkeld gesneden gevel en minaretten, behoren tot de meest opmerkelijke monumenten. De oudste bewaard gebleven moskee is de Grote Moskee (Ulu Camii) die in 1196 is voltooid.
De stad bevat ook een aantal mooie voorbeelden van de Ottomaanse bouwstijl. Kurşunlu Hamamı, die in 1576 werd voltooid, is de grootste Turkse bad in de stad en bevat veel details uit de klassieke Ottomaanse stijl. Behrampaşa Hanı (karavanserai), werd in 1573 voltooid en het is beroemd geworden om de motieven van leeuwen rondom de ramen.
De Atatürk Congres en Etnografisch Museum (Atatürk Kongre ve Etnografya Müzesi) is een museum met twee secties. Eén is gewijd aan de Ottomaanse erfgoed van Sivas. De andere is voor de Sivascongres, een van de cruciale momenten in de Turkse nationale opstand.

### Gökmedrese
Gökmedrese of Gök Medresse (letterlijk: "Hemelsmadrasa" of "Blauwe Madrasa"), is een 13e-eeuws madrassa en een islamitische onderwijsinstelling in Sivas, Turkije.
De madrassa werd in opdracht van Sahip Ata Fahrettin Ali gebouwd in 1277 en was een van de vele bouwwerken van hem in Anatolië. Oorspronkelijk was het een twee verdiepingen tellend gebouw, waar ook een hamam (Turks bad) en een gaarkeuken voor 30 personen aanwezig was. De oorspronkelijke naam van deze medrese is eigenlijk Sahibiye welke verwijst naar Sahip Ata, maar tegenwoordig staat het meer bekend als Gökmedrese, vanwege de hemelsblauwe tegels die in het gebouw verwerkt zijn.

### Çifte Minare Medresesi
De Çifte Minare Medresesi (letterlijk: "de madrasa met de twee minaretten"), ligt in het centrum van Sivas en is gebouwd in 1271 in opdracht van Şemseddin Cüveyn. Kenmerkend aan het gebouw zijn de unieke minaretten. De tuin van de madrassa is vernietigd alleen het oostelijke gedeelte van de tuin is bewaard gebleven.

## Sport
Sivasspor is de betaaldvoetbalclub van de stad en speelt haar wedstrijden in het Yeni 4 Eylül Stadion.

## Geboren
- Rıza Çalımbay (1963), voetballer
- Nebahat Albayrak (1968), Nederlands politicus en voormalig staatssecretaris van Justitie
- Kemal Küçükbay (1982), wielrenner